# Westmorland and Furness
Westmorland and Furness è una autorità unitaria situata nella Cumbria, in Inghilterra. L'economia locale è basata sul turismo, dato che la zona comprende il Lake District e la Cumbria Coast, ma anche sull'industria navale, molto sviluppata presso il porto di Barrow-in-Furness, e sull'agricoltura nelle parti rurali dell'area.
L'autorità è stata costituita il 1° aprile 2023, con lo scioglimento del consiglio della contea della Cumbria L'autorità copre le aree precedente coperte dai distretti di Barrow-in-Furness, Eden e South Lakeland, ora aboliti. Include tutte le aree della contea storica del Westmorland, oltre al distretto di Furness nel Lancashire storico. Ha incorporato anche una piccola parte dello Yorkshire storico, insieme a un quarto dell'area della contea storica del Cumberland, che tuttavia comprende solo il 10% della sua popolazione. Le altre parti della Cumbria, a nord e ovest, costituiscono l'autorità unitaria di Cumberland.

## Geografia
Principali centri abitati e parrocchie civili:
- Alston Moor
- Ambleside
- Appleby-in-Westmorland
- Askam and Ireleth
- Barrow-in-Furness
- Coniston
- Dalton-in-Furness
- Grasmere
- Hawkshead
- Kendal
- Kirkby Lonsdale
- Kirkby Stephen
- Kirkoswald
- Milnthorpe
- Penrith
- Sedbergh
- Shap
- Ulverston
- Walney Island
- Windermere